# شهرستان حیران
ناحیهٔ حیران (به عربی: مدیریة حیران) یک ناحیه در یمن است که در استان حجه واقع شده‌است. شهرستان حیران ۱۵٬۴۹۱ نفر جمعیت دارد.